# 花椰菜
花椰菜（学名：Brassica oleracea L. var. botrytis L.），又稱菜花、花菜、開花菜，香港等地稱椰菜花，十字花科芸薹属的物种，是一種常见的蔬菜，是甘藍的變種，源於地中海東部，可能是塞浦路斯，再傳入意大利。花椰菜的头部为白色或綠色花序，与青花菜的头部类似。花椰菜富含維生素B群、C，這些成分屬於水溶性，易受熱溶出而流失，所以花椰菜不宜高溫烹調，也不適合水煮。
雖然花椰菜與青花菜都是食用它們的花球，但其植物學結構有所不同：花椰菜是未分化的組織，即花原基（floral primordia），為重複分枝的肉質組織；青花菜則是已分化的花蕾球，但尚未開花。

## 花椰菜品種

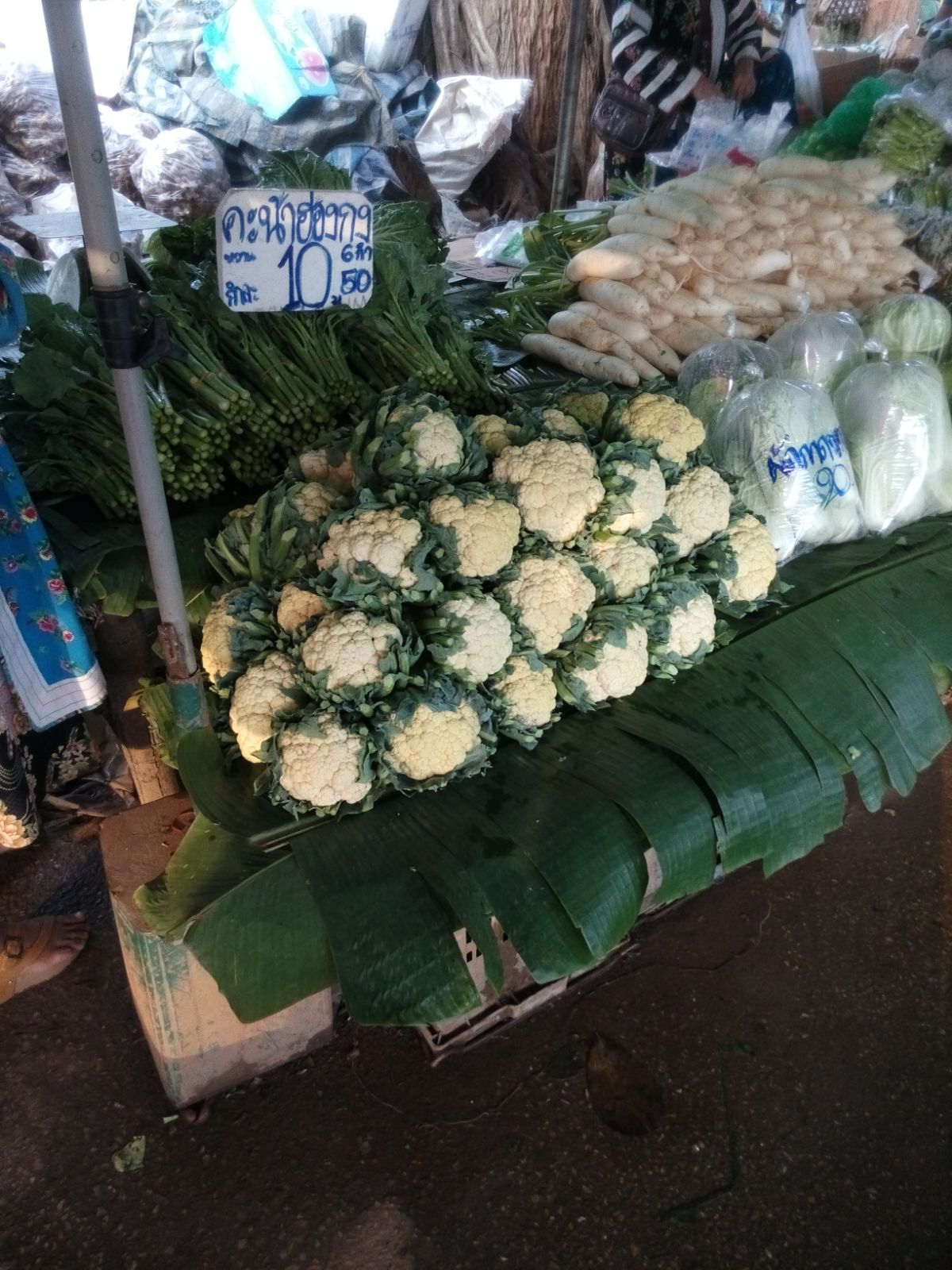
泰国菜花
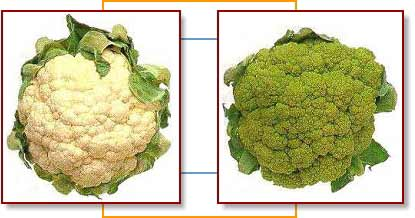
白、绿（寶塔花菜）花椰菜
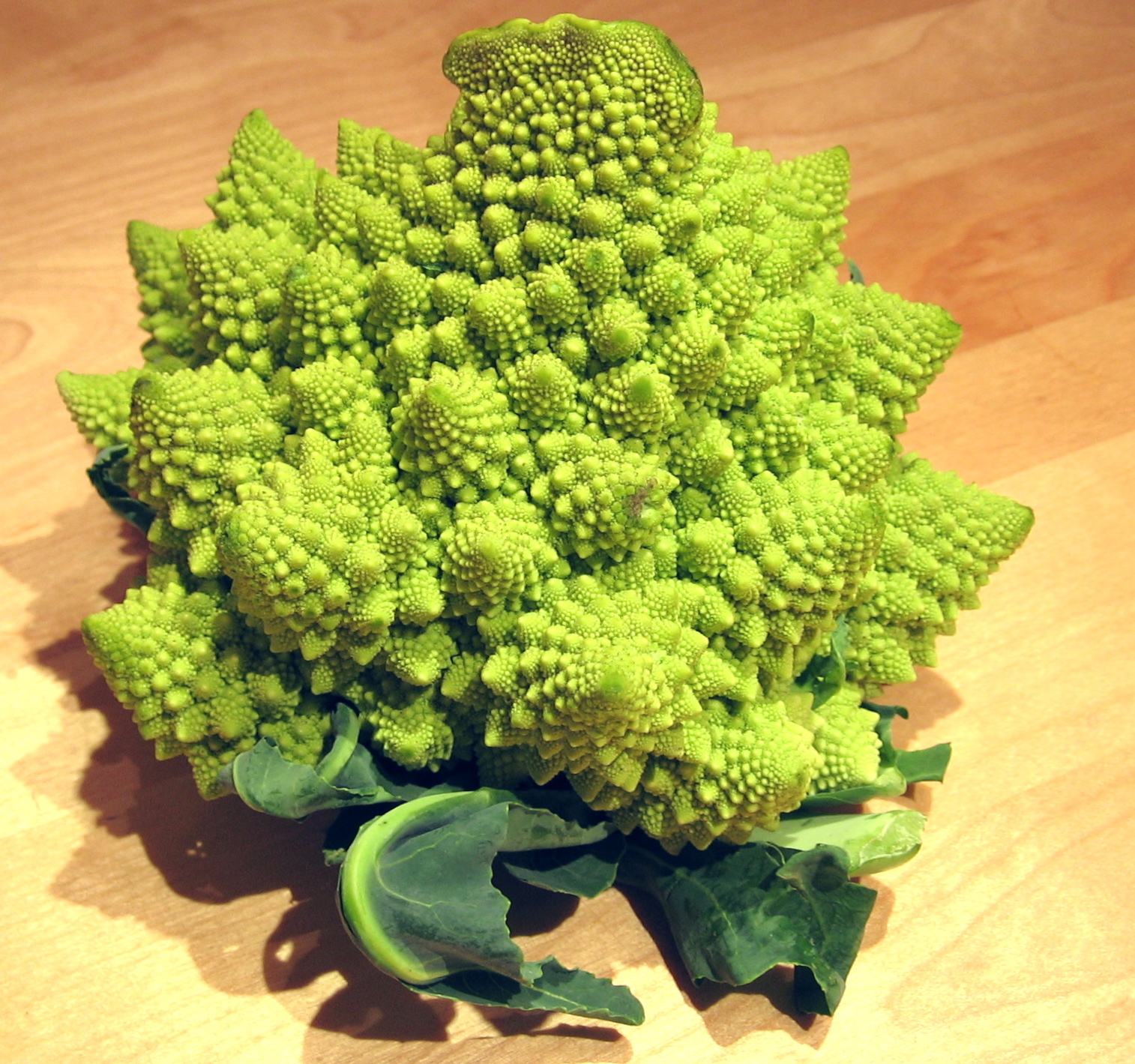
寶塔花菜（羅馬花椰菜）
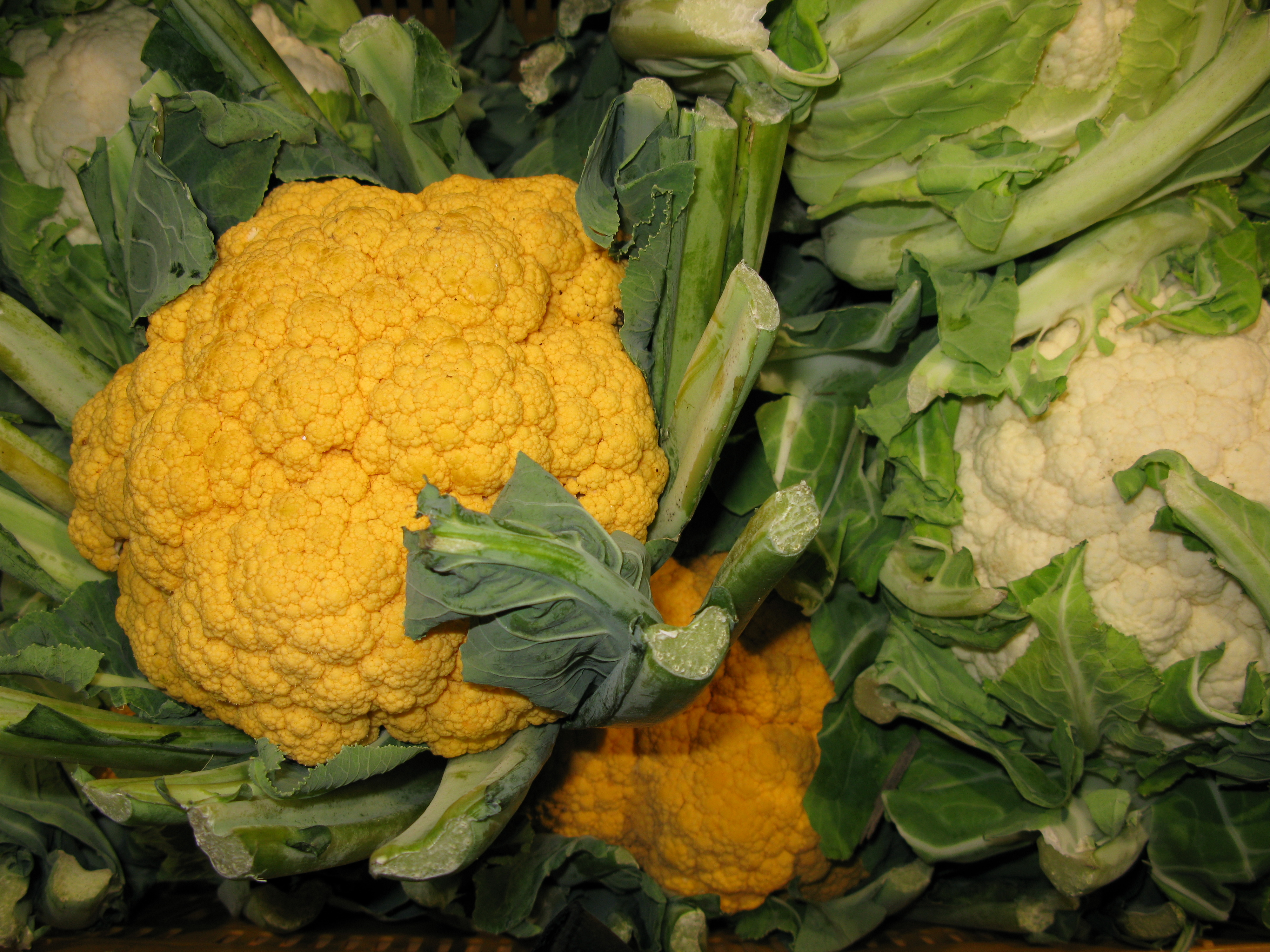
橙色花椰菜
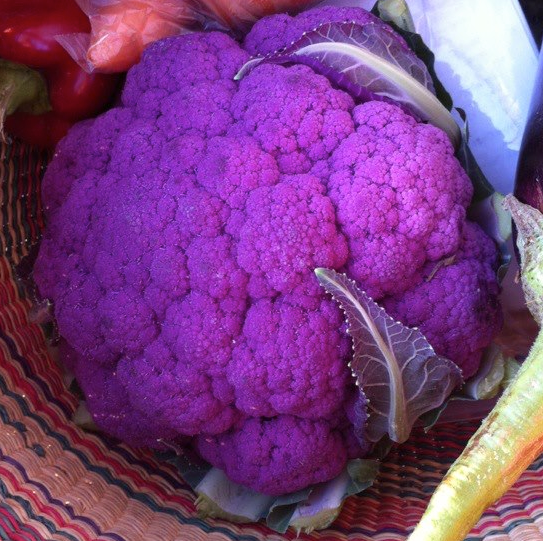
紫色花椰菜（台農1號）